# Lord-lieutenant de l'Essex
Ceci est une liste de personnes qui ont servi comme lord-lieutenant de l'Essex. Depuis 1688, tous les lord-lieutenants ont été également Custos Rotulorum of Essex.
- John Petre, 1er baron Petre
- John de Vere, 16e comte d'Oxford 1558–?
- Robert Dudley, 1er comte de Leicester 3 juillet 1585 – 4 septembre 1588
- William Cecil, 1er baron Burghley 31 décembre 1588 – 4 août 1598
- vacant
- Robert Radclyffe, 5e comte de Sussex 26 août 1603 – 5 février 1629 conjointement avec
- Robert Rich, 2e comte de Warwick 8 septembre 1625 – 1642 conjointement avec
- Richard Weston, 1er comte de Portland 5 février 1629 – 31 mars 1635 et
- William Maynard, 1er baron Maynard 6 août 1635 – 17 décembre 1640 et
- James Hay, 2e comte de Carlisle 8 janvier 1641 – 1642
- Interregnum
- Aubrey de Vere, 20e comte d'Oxford 13 août 1660 – 1687 conjointement avec
- Christopher Monck (2e duc d'Albemarle) 30 novembre 1675 – 1687
- Thomas Petre, 6e baron Petre 18 février 1688 – 1688
- Aubrey de Vere, 20e comte d'Oxford 25 octobre 1688 – 12 mars 1703
- Francis North, 2e baron Guilford 23 mars 1703 – 1705
- Richard Savage, 4e comte Rivers 16 avril 1705 – 18 août 1712
- Henry St John (1er vicomte Bolingbroke) 24 octobre 1712 – 1714
- Henry Howard (6e comte de Suffolk) 7 janvier 1715 – 19 septembre 1718
- Charles Howard (7e comte de Suffolk) 10 décembre 1718 – 9 février 1722
- Henry O'Brien (8e comte de Thomond) 2 avril 1722 – 20 avril 1741
- Benjamin Mildmay (1er comte FitzWalter) 7 mai 1741 – 29 février 1756
- William Nassau de Zuylestein (4e comte de Rochford) 3 avril 1756 – 28 septembre 1781
- John Waldegrave (3e comte Waldegrave) 7 novembre 1781 – 22 octobre 1784
- John Griffin (4e baron Howard de Walden) 17 novembre 1784 – 25 mai 1797
- Richard Griffin (2e baron Braybrooke) 27 janvier 1798 – 28 février 1825
- Henry Maynard, 3e vicomte Maynard 19 avril 1825 – 19 mai 1865
- Thomas Crosbie William Trevor, 22e baron Dacre 5 octobre 1865 – 1869
- Sir Thomas Burch Western, 1er baronnet 11 mai 1869 – 30 mai 1873
- Chichester Parkinson-Fortescue, 1er baron Carlingford 4 septembre 1873 – 1892
- John William Strutt, 3e Baron Rayleigh 2 février 1892 – 1er août 1901[1]
- Francis Greville (5e comte de Warwick) 1er août 1901[1] – 1919
- Amelius Lockwood, 1er baron Lambourne 11 février 1919 – 26 décembre 1928
- Sir Richard Beale Colvin 31 janvier 1929 – 1936
- Sir Francis Henry Douglas Charlton Whitmore, 1er Baronnet 16 avril 1936 – 1958
- Sir John Ruggles-Brise 6 septembre 1958 – 1978
- Sir Andrew Lewis 1978–1992
- Robin Neville, 10e baron Braybrooke 1er août 1992 – 2002[2]
- John Petre, 18e baron Petre 2002–présent

## Sources
- (en) J.C. Sainty, « Lieutenancies of Counties, 1585–1642 », Bulletin of the Institute of Historical Research, no Special Supplement No. 8,‎ 1970
- (en) J.C. Sainty, List of Lieutenants of Counties of England and Wales 1660-1974, Londres, Swift Printers (Sales) Ltd, 1979